# 田中弘 (油絵画家)
田中 弘（たなか ひろし、1914年〈大正5年〉1月27日 - 2005年〈平成16年〉1月25日）は、日本の油彩風景画家。
福岡県出身。娘は版画家の謡口早苗。

## 略歴
1952年、東郷青児の薦めで上京。
1978年、新田次郎の著書『富士に死す』の表紙デザインを担当。
1980年、横浜風景展「横浜こいち」を開催。

## 受賞歴
- 二科展
  - 洋画入選 6点
  - 商業美術入選 16点
- 毎日新聞社デザイン賞 3点
- 日宣美奨励賞
- カレンダー展日印鑑会長賞
- 福岡県展洋画県議会議長賞
- スイス・グラフィスアニュアル推薦
- 世界化粧品パッケージ展日本代表

その他受賞多数